# Coty
Coty — французско-американский производитель косметических продуктов и парфюмерии. Штаб-квартира расположена в Эмпайр-стейт-билдинг на Пятой авеню в Нью-Йорке.

## История
Компания была основана парфюмером Франсуа Коти. В 1904 году он создал свои первые духи La Rose Jacqueminot на основе эфирных масел цветов. В 1908 году он открыл фабрику в пригороде Парижа, где начал производство духов, а позже пудры и другой косметики. Успеху предприятия способствовало то, что продукция продавалась в широком ценовом диапазоне, для наиболее дорогих духов флаконы изготавливал Рене Лалик. В 1910 году был открыт филиал в Лондоне, а через два года — в Нью-Йорке. Чтобы избежать высоких ввозных пошлин в США, Коти в 1922 году зарегистрировал в Нью-Йорке компанию Coty, Inc. и открыл фабрику на Манхеттене. В 1925 году акции компании были размещены на Нью-Йоркской фондовой бирже, к этому времени её выручка намного превышала оборот французского предприятия. Максимум выручки пришёлся на 1929 год — 50 млн долларов; Великая депрессия подорвала положение компании, даже в начале 1960-х годов выручка составляла лишь половину этой суммы.
В 1963 году Coty была куплена за 26 млн долларов фармацевтической компанией Pfizer. Инвестиции новых владельцев позволили расширить ассортимент. К началу 1990-х годов выручка превысила 100 млн долларов, компания занимала первое место как в женской, так и мужской парфюмерии, также имела сильные позиции на рынке косметики.
В 1992 году компания была куплена немецкой группой Benckiser (позже ставшей Reckitt Benckiser). В том же году Benckiser купила ещё одну парфюмерную компанию, Quintessence Inc., которая базировалась в Чикаго, в 1993 году она была влита в Coty. В 1996 году к Coty была присоединена ещё одна компания, Lancaster Group, владевшая такими брендами, как Isabella Rossellini, Davidoff, Jil Sander и VivienneWestwood. Это увеличило оборот Coty до 1,5 млрд долларов и сделало безоговорочным лидером парфюмерного рынка.
В 2005 году Coty приобрела парфюмерный бизнес Unilever. В последующие годы компания продолжила поглощения различных конкурирующих компаний.
В 2013 году Coty вновь стала публичной компанией, размещение акций принесло около 1 млрд долларов. В 2014 году у Chanel был куплен бренд Bourjois. В 2016 году Coty приобрела целый ряд брендов косметики и парфюмерии у Procter & Gamble, включая Clairol, CoverGirl, Gucci, Hugo Boss, Lacoste, Max Factor и Wella; кроме брендов в сделку входили 8 фабрик и 9 дистрибьюторских центров. В ноябре 2019 года Coty приобрела за 600 млн долларов контрольный пакет акций в компании Kylie Cosmetics, основанной Кайли Дженнер. В июне 2020 года была куплена доля в компании Ким Кардашьян KKW. В июне 2020 года Wella AG и несколько брендов были проданы инвестиционной группе KKR; Coty сохранила за собой 40 % акций, к 2024 году доля сократилась до 25 %.
.

## Собственники и руководство
Акции компании котируются на Нью-Йоркской фондовой бирже и бирже Euronext Paris. Немецкому конгломерату JAB Holding Company принадлежит 51,82 % акций класса A, другими крупными акционерами по состоянию на март 2025 года были BlackRock (4,56 %), The Vanguard Group (4,08 %) и BNP Paribas (3,99 %).
Руководство:
- Герд Петер Харф (Gerd Peter Harf, род. 9 мая 1946 года) — председатель совета директоров; ему принадлежит 14,6 % акций класса B. Также является управляющим партнёром и председателем JAB Holding, в прошлом был генеральным директором Coty (с 1993 по 2001 год), а также вице-председателем Reckitt Benckiser и председателем Anheuser-Busch InBev.
- Сью Наби (Sue Nabi, род. 13 февраля 1968 года) — генеральный директор с июля 2020 года; ей принадлежит 3,66 % акций компании. Ранее работала в L’Oréal.

## Деятельность
Компании по состоянию на 2024 год принадлежали бренды Bozzano, Bourjois, CoverGirl, Escada, Jōvan Musk, Lancaster, Infiniment Coty Paris, JOOP!, Max Factor, Monange, Paixao, Philosophy, Rimmel, Risque и Sally Hansen. Также компания имела лицензии на производство парфюмерии под большим количеством других брендов, в частности, Adidas, Beckham, Bruno Banani, Burberry, Calvin Klein, Chloé, Davidoff, Gucci, Hugo Boss, Jil Sander, Kylie Jenner, LeGer by Lena Gercke, Marc Jacobs, Mexx, Miu Miu, Nautica, Orveda, Tiffany & Co. и Vera Wang. Бренды компания делит на массовые и престижные; массовые в основном реализуются через сети гипермаркетов, супермаркетов и аптек, а престижные — через парфюмерные магазины, беспошлинные магазины и универмаги. Около 5 % выручки приносят продажи через сеть Walmart.
Основную часть продукции изготавливают собственные фабрики в США, Бразилии, Великобритании, Испании, Китае, Монако и Франции; около 20 % продукции приходится на контрактных производителей.
Выручка компании за 2023/24 финансовый год составила 6,12 млрд долларов, из них на парфюмерию пришлёлся 61 %, на декоративную косметику — 26 %, на средства для ухода за кожей — 12 %.

## Награды
Компания является многократным обладателем премии FiFi Awards.